# Kondakov
Kondakov je priimek več oseb:
- Peter Pavlovič Kondakov, sovjetski general
- Nikodim Pavlovič Kondakov, ruski zgodovinar